# Mission District
Het Mission District (Nederlands: Missiedistrict), soms ook The Mission genoemd, is een buurt in de Amerikaanse stad San Francisco in Californië. De buurt dankt haar naam aan de gronden van de San Francisco de Asís-missie, de zesde Spaanse missie van de franciscanen in Californië. De missiepost is het oudste nog bestaande bouwwerk in San Francisco en wordt tegenwoordig omgeven door het Dolores Park.
Het Mission District grenst in het oosten aan de residentiële wijk Potrero Hill en wordt ervan gescheiden door de U.S. Route 101. Sanchez Street vormt de westelijke grens met Noe Valley en Eureka Valley, dat onder andere de Castrobuurt omvat. De Cesar Chavez Street in het zuiden markeert de grens met Bernal Heights. In het noorden gaat het Mission District ter hoogte van Duboce Avenue en het verhoogde deel van de Central Freeway over in South of Market (SoMa).
Hoewel het stadsdeel door gentrificatie in de jaren 1990 en 2000 een grotere jonge, blanke populatie heeft gekregen, blijft het Mission District het culturele hart van de latinogemeenschap van San Francisco en de Bay Area. Er zijn handelszaken van Mexicaanse, Salvadoriaanse en andere Latijns-Amerikaanse inwoners in de hele buurt, maar de meeste latino's verblijven zelf in het oosten en zuiden van de buurt. Het westen en noorden zijn beduidend rijker en minder divers.

## Afbeeldingen

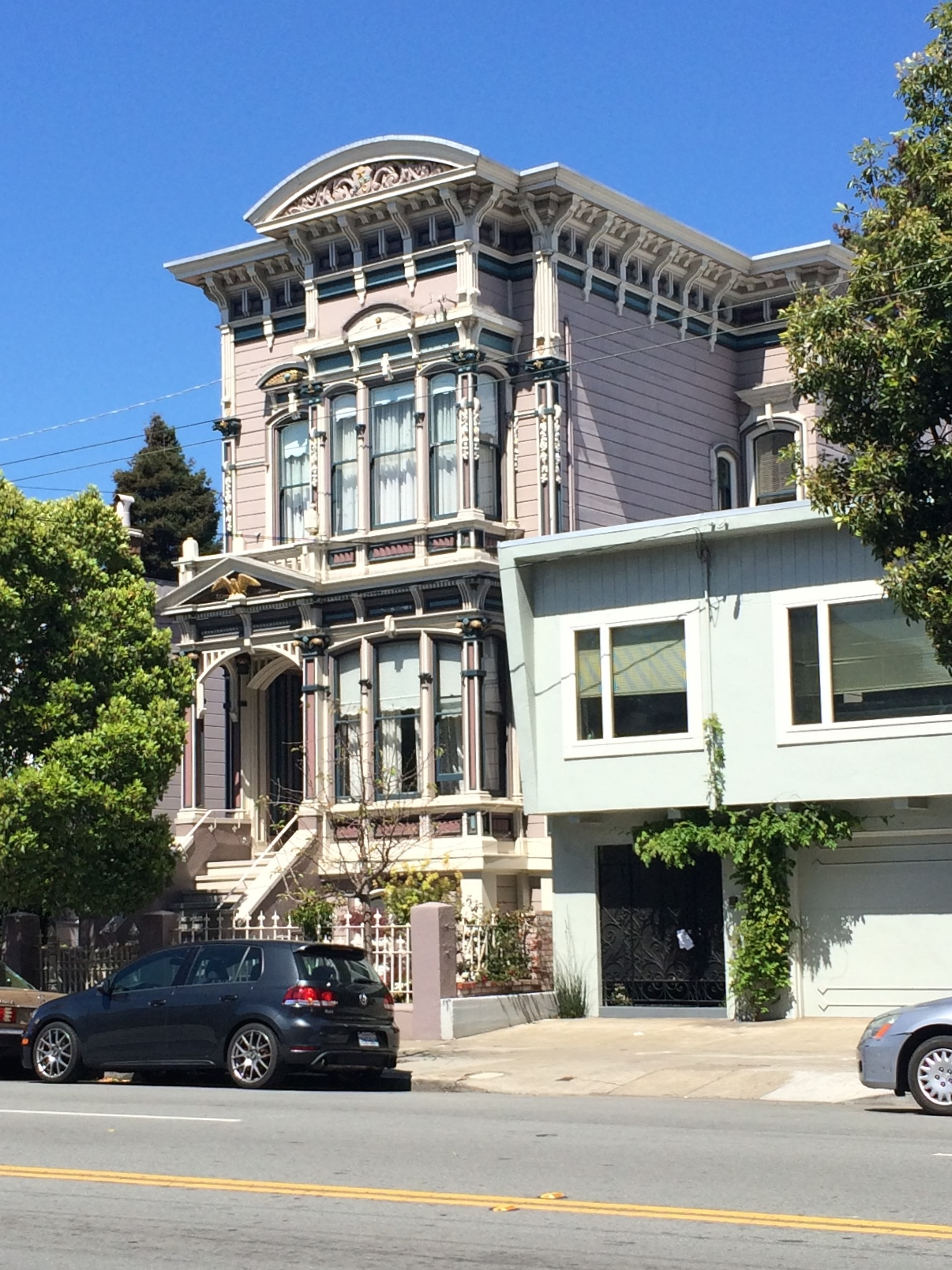
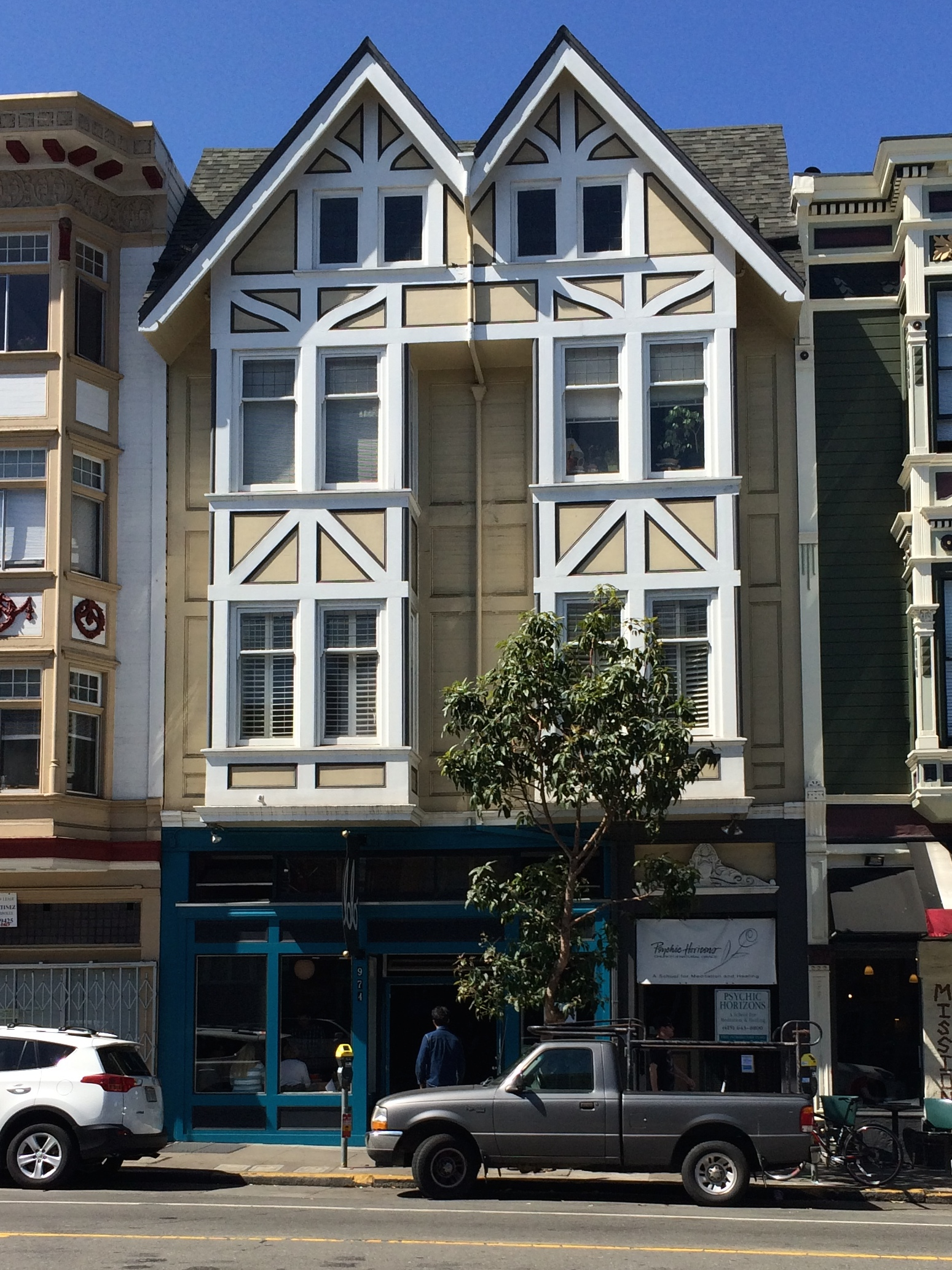
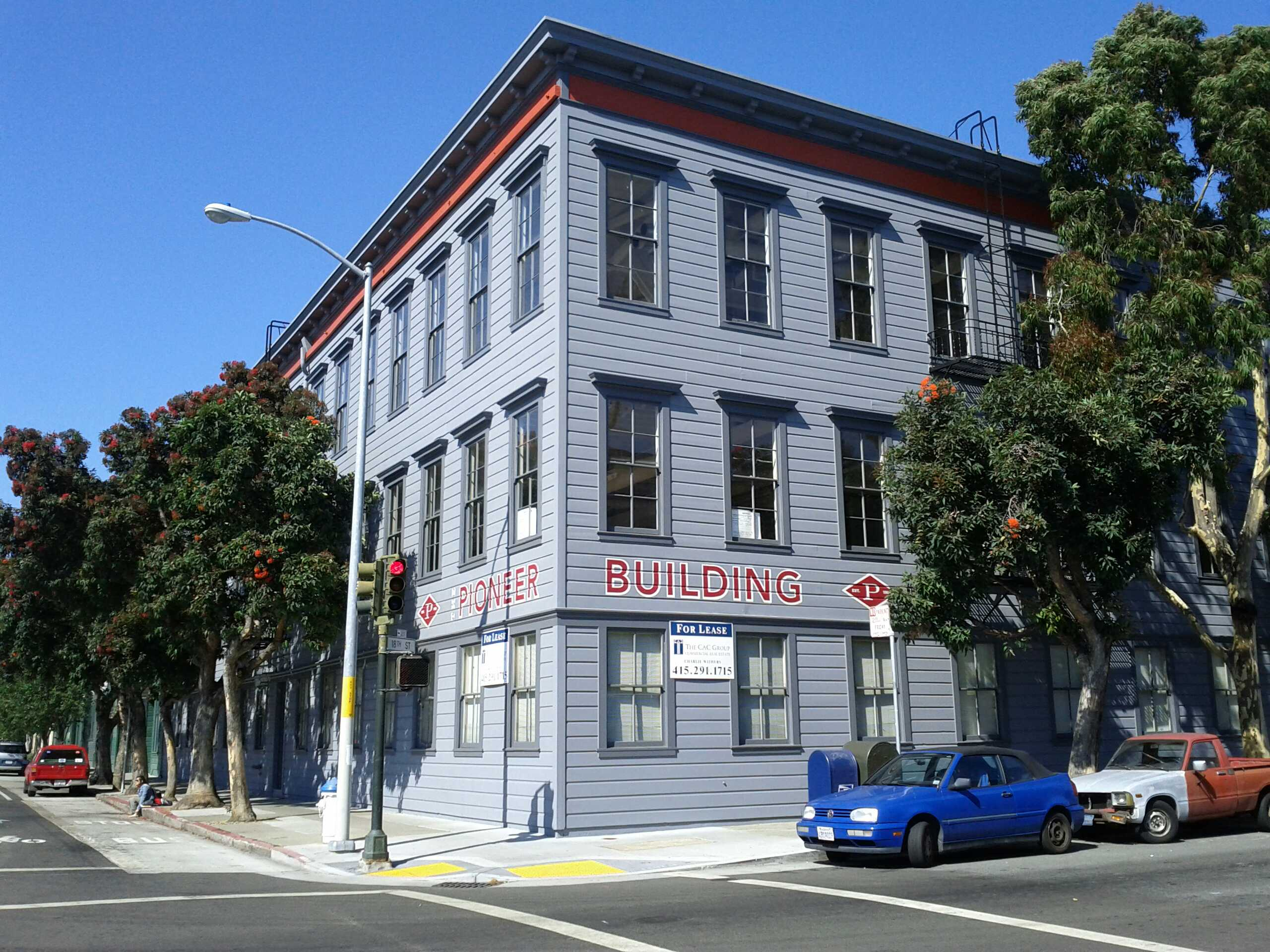
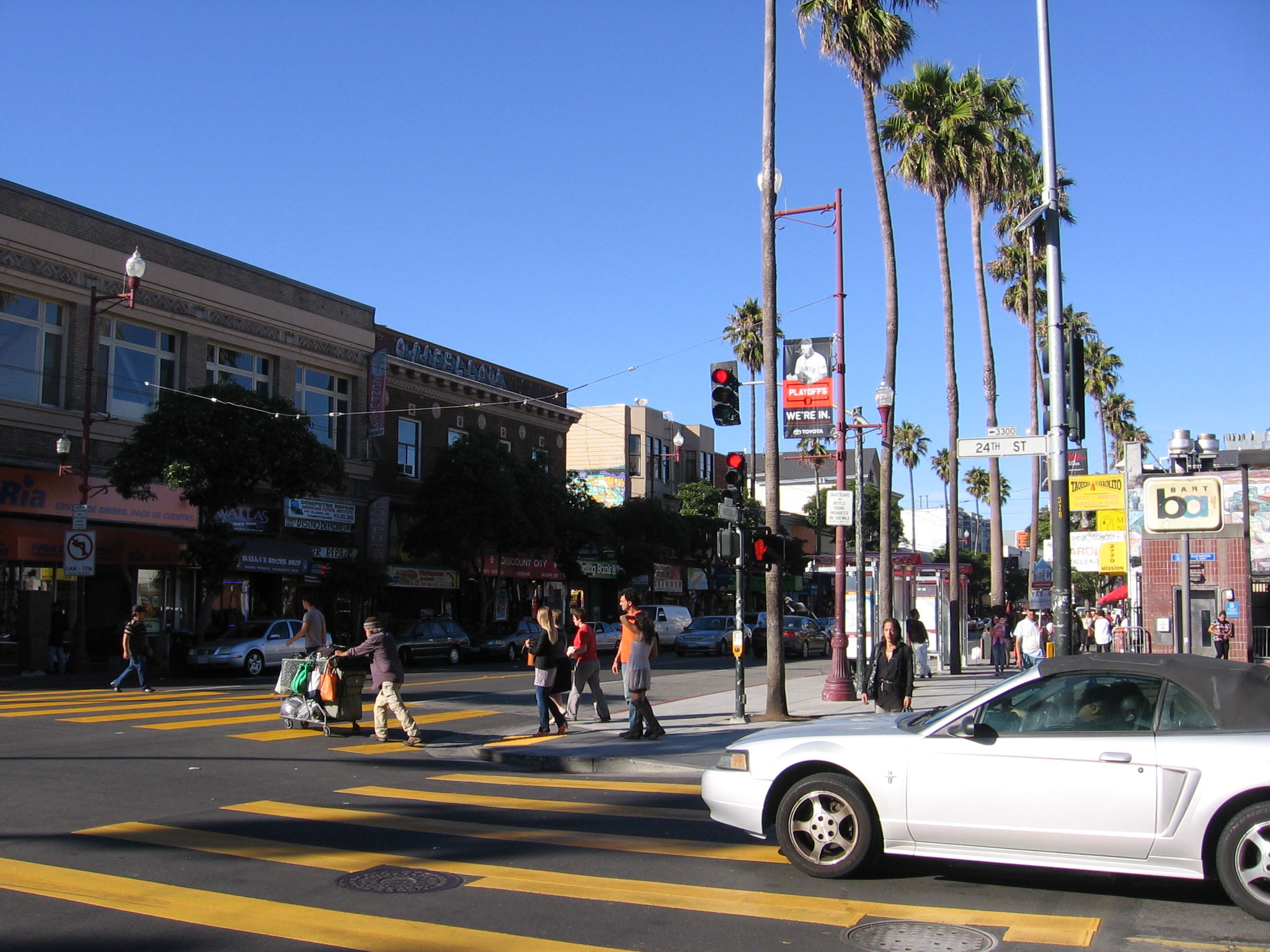